# New Zealand Nurses Organisation
Die New Zealand Nurses Organisation (NZNO) ist eine Gewerkschaft für Krankenschwestern, Krankenpfleger und Hebammen in Neuseeland.

## Geschichte
Im Jahr 1905 gründete eine kleine Gruppe von Krankenschwestern in Wellington die Private Nurses Association und ab 1907 bildeten sich ähnliche Gruppen in Auckland, Canterbury und Dunedin, doch an einer gewerkschaftlichen Organisation war zunächst nicht zu denken, denn unter den Frauen stand das Wohl ihrer Mitmenschen im Vordergrund ihrer Tätigkeit und nicht das Geld verdienen. So waren in Bezug auf ihrer Bezahlung die Krankenschwestern stets von dem Wohlwollen ihrer Arbeitgeber abhängig. 1969 wurde die Private Nurses Association von der Regierung als Verhandler für die Löhne und Arbeitsbedingungen ihrer Mitglieder in öffentlichen Krankenhäusern anerkannt und im Jahr 1973 gründeten die Krankenschwestern die NZ Nurses' Union, um für faire Löhne und Arbeitsbedingungen zu kämpfen.
1987 gingen die NZ Nurses' Union und die und die NZ Nurses' Association eine Bürogemeinschaft ein und schlossen sich dann am 1. April 1993 zu einer neuen Organisation zusammen, die New Zealand Nurses' Organisation. Die Organisation ist noch heute die  gewerkschaftliche Vertretung für Krankenschwestern und Krankenpfleger in Neuseeland.

## Organisationsstruktur
Die Gewerkschaft ist organisatorisch in drei Bereiche unterteilt:
1. Corporate Services: Dieser Bereich ist für die finanziellen und administrativen Aufgaben der Organisation zuständig.
2. Industrial Services: Dieser Bereich unterstützt bei Tarifvertragsverhandlungen, Arbeitsplatzbedingungen und -fragen, Kampagnen für Arbeitnehmerrechte usw.
3. Professional Services: Dieser Bereich gibt Unterstützung und Führung bei der Entwicklung in klinischen Fragen.[5]

Neben der Zentrale der Gewerkschaft, die in Wellington angesiedelt ist, gibt es weitere acht über das Land verteilte Büros, um die Nähe zu den Mitglieder zu gewährleisten. Von Nord nach Süd gelistet befinden sich die Büros in den Städten Whangārei, Auckland, Hamilton, Tauranga, Palmerston North, Nelson, Christchurch und Dunedin.